# Volei Club Unic Piatra Neamț 2014-2015
Questa voce raccoglie le informazioni riguardanti il Volei Club Unic Piatra Neamț nelle competizioni ufficiali della stagione 2014-2015.

## Organigramma societario
Area direttiva
- Presidente: Oana Năstasă

Area tecnica
- Allenatore: Marian Constantin

## Rosa
| N° | Nome              | Ruolo | Data di nascita   | Nazionalità sportiva |
| -- | ----------------- | ----- | ----------------- | -------------------- |
| 1  | Alina Signeanu    | C     | 17 luglio 1984    | Romania              |
| 2  | Iuliana Matache   | C     | 14 settembre 1994 | Romania              |
| 3  | Alexandra Ciucu   | L     | 13 novembre 1995  | Romania              |
| 3  | Mihaela Ozun      | L     | 8 novembre 1992   | Romania              |
| 5  | Maria Elisei      | S     | 23 maggio 1979    | Romania              |
| 6  | Cristina Zanfir   | S     | 26 gennaio 1980   | Romania              |
| 6  | Carmen Mateaş     | C     | 28 settembre 1991 | Romania              |
| 7  | Ioana Simovici    | C     | 15 febbraio 1989  | Romania              |
| 7  | Liliana Curcă     | C     | 20 aprile 1988    | Romania              |
| 8  | Andreea Marin     | C     | 12 maggio 1991    | Romania              |
| 9  | Andreea Munteanu  | P     | 5 settembre 1994  | Romania              |
| 10 | Ana-Maria Hambele | C     | 21 gennaio 1988   | Romania              |
| 11 | Lorena Ciocian    | P     | 16 settembre 1993 | Romania              |
| 12 | Ioana Roman       | S     | 13 novembre 1995  | Romania              |
| 14 | Yasmin Constantin | S     | 26 settembre 1995 | Romania              |
| 15 | Elena Lăpușneanu  | S     | 7 gennaio 1985    | Romania              |